# Social Phobia Inventory
Il Social Phobia Inventory o SPIN (acronimo) è un questionario, ideato dal Dipartimento di Psichiatria e Scienze Comportamentali della Duke University, per valutare la gravità di una Fobia sociale. È un modulo di autovalutazione, contenente 17 domande, sui principali aspetti della fobia, come la paura, l'evitamento ed i sintomi psicosomatici. Lo SPIN descrive alcuni comportamenti tipici dei sociofobici e chi risponde deve indicare quanto quella descrizione si adatta a sé.
Il questionario è strutturato come un sondaggio sulla clientela. La veridicità di ogni ipotesi può essere indicata scegliendo tra 5 risposte, che vanno da "per niente" a "estremamente", secondo la gravità della fobia. Ad ogni risposta viene assegnato un punteggio proporzionale alla gravità. Il risultato finale è la somma dei punteggi ed un totale superiore a 19 indica una probabile fobia.
Lo SPIN è considerato un valido metodo di individuazione della Fobia sociale, di valutazione della sua gravità e dell'efficacia dei trattamenti 

## Mini-SPIN
Una versione ridotta del test, con sole 3 domande, è stata giudicata accurata nel 90% dei casi di Fobia sociale 